# Масортим
Масорти́м (ивр. מסורתיים‎, от מסורת‎ масорет — «традиция») в Израиле — название центрального течения в израильском обществе, которое характеризует людей, которые не определяют себя в качестве религиозных (דתיים‎), но также и не считают себя светскими (חילוניים‎).
Масортим соблюдают часть заповедей иудаизма и различные обычаи, не обязательно веря или чувствуя обязанность их соблюдения, но, главным образом, из-за чувства принадлежности к еврейскому народу. Это обусловлено представлением о том, что для того, чтобы сохранить существование народа, нужно сохранить его традицию.
Некоторые организации, относящиеся к течению консервативного иудаизма, называют себя «масортим». Однако в Израиле масортим не относят себя к определённой религиозной организации и исполняют религиозные обряды: молитвы, обрезание, свадьбы в ортодоксальных синагогах и раввинатах по месту жительства.